# Bezdech wcześniaków
Bezdech wcześniaków – krótkotrwałe (<20 s) i nawracające przerwy w oddychaniu. 
Epizody bezdechu spowodowane są ośrodkową depresją oddechu bądź niedrożnością dróg oddechowych. Głównym bodźcem dla chemoreceptorów jest ciśnienie parcjalne dwutlenku węgla (pCO2). Wcześniak nie reaguje na zmniejszone ciśnienie cząstkowe tlenu.
Bezdechy często występują bezpośrednio po urodzeniu, przy zespole zaburzeń oddychania, zakażeniach, w zaburzeniach metabolicznych(takich jak hipoglikemia i hipokalcemia), u wcześniaków z przetrwałym przewodem tętniczym czy refluksem żołądkowo-przełykowym. Neurologicznymi przyczynami bezdechów są krwawienia śródczaszkowe oraz drgawki.
Jeżeli przyczyny bezdechów są nieznane, określa się je mianem bezdechów idiopatycznych. Częstość występowania bezdechów idiopatycznych jest wprost proporcjonalna do stopnia niedojrzałości dziecka. W grupie noworodków z masą ciała poniżej 2500 gram stwierdza się bezdechy idiopatyczne u 25% dzieci, a wśród noworodków o skrajnie małej masie urodzeniowej (<1000 g) nawet u 80%. Niezdiagnozowane bezdechy u dzieci mogą prowadzić do niedotlenienia, powodując niedokrwienie tkanek, zwłaszcza ośrodkowego układu nerwowego.
Należy jednak pamiętać, że u  wcześniaków poniżej 35 tygodnia ciąży oddychanie okresowe (tzw. Oddech Cheyne'a Stokesa) jest fizjologiczne.